# Biblioteca pública judía de Montreal
La Biblioteca pública judía de Montreal o simplemente Biblioteca pública judía (en francés: Bibliothèque publique juive) es una biblioteca pública ubicada en Montreal, en la provincia de Quebec, al este de Canadá, y un organismo constituyente de la Federación CJA. La biblioteca contiene la mayor colección Judaica circulante en América del Norte. Fundada en 1914, el BPJ cuenta con cerca de 5.900 miembros, y recibe de 700 a 800 visitantes por semana. Es independiente de la red de bibliotecas públicas de la isla de Montreal y se financia con fondos de la comunidad judía de Montreal, las cuotas de membresía, donaciones y otros pagos.